# Junta de Protección Social
La Junta de Protección Social es una institución autónoma de Costa Rica encargada de programas de bienestar social y filantrópicos, esta también es un emprendimiento social. Es también la institución encargada de organizar la Lotería Nacional del país lo que incluye la emisión de billetes de lotería, realización de sorteos y entrega de los premios. 
Desciende de la Junta de Caridad de San José creada en 1845. A pesar del nombre opera a nivel nacional y no sólo en la provincia de San José. Entre sus labores de asistencia están programas a favor de adultos mayores, privados de libertad, personas con discapacidad, víctimas de explotación sexual, escuelas de educación especial, niños abandonados, prevención del cáncer y del VIH, así como hace donaciones al Banco Hipotecario de la Vivienda, las pensiones especiales de la Caja Costarricense de Seguro Social, varios hospitales públicos, la Asociación Gerontológica Costarricense (AGECO) y el Instituto Costarricense del Deporte y la Recreación.
En el año 2000 la Asamblea Legislativa la declaró como Institución Benemérita de la Patria.